# Приютовська селищна рада
Прию́товська селищна рада (рос. Приютовский поселковый совет) — муніципальне утворення у складі Белебеївського району Башкортостану, Росія. Адміністративний центр та єдиний населений пункт — селище міського типу Приютово.

## Населення
Населення — 19132 особи (2019, 20891 в 2010, 21150 в 2002).